# Anja Klinar
Anja Klinar (Jesenice, Yugoslavia, 3 de abril de 1988) es una deportista eslovena que compitió en natación.
Ganó dos medallas de bronce en el Campeonato Europeo de Natación, en los años 2004 y 2012, y una medalla de plata en el Campeonato Europeo de Natación en Piscina Corta de 2010.

## Palmarés internacional
| Campeonato Europeo                  | Campeonato Europeo       | Campeonato Europeo | Campeonato Europeo |
| Año                                 | Lugar                    | Medalla            | Prueba             |
| ----------------------------------- | ------------------------ | ------------------ | ------------------ |
| 2004                                | Madrid (España)          | Medalla de bronce  | 400 m estilos      |
| 2012                                | Debrecen (Hungría)       | Medalla de bronce  | 4 × 200 m libre    |
| Campeonato Europeo en Piscina Corta |                          |                    |                    |
| Año                                 | Lugar                    | Medalla            | Prueba             |
| 2010                                | Eindhoven (Países Bajos) | Medalla de plata   | 400 m estilos      |